# Abbott, Texas
Abbott är en ort (city) i Hill County i delstaten Texas i USA. Orten hade 352 invånare, på en yta av 1,54 km² (2020). I Abbott föddes musikern Willie Nelson.